# 中坪二仙宫
35°48′22″N 113°04′12″E / 35.8062°N 113.07°E
中坪二仙宫位于中国山西省高平市北诗镇中坪村西北的翠屏山南麓，2006年被列为第六批全国重点文物保护单位。
中坪二仙宫始建于唐天祐年间，金大定十二年（1172年）重修。庙坐北朝南，现存山门（倒座戏台）、正殿、东西翼楼、配殿、角殿等建筑。正殿为金代遗构，面阔进深各三间，单檐歇山顶，柱头斗栱为五铺作双下昂，梁架结构为四椽栿对前乳栿通檐用三柱。